# Lev Ivanov
Lev Ivanovitj Ivanov, ryska Лев Иванович Иванов, född 18 februari (g.s.) / 2 mars (n.s.) 1834 i Moskva, Ryssland, död 11 december (g.s.) / 24 december (n.s.) 1901 i Sankt Petersburg, var en rysk balettdansör och koreograf.
Ivanov, som var andre balettmästare under Marius Petipa vid Mariinskijbaletten, har bland annat koreograferat Nötknäpparen och akt 2 och 4 av Svansjön.